# Uniwersytet Karola III w Madrycie
Uniwersytet Karola III w Madrycie (hiszp. Universidad Carlos III de Madrid, UC3M) − publiczna szkoła wyższa założona przez Gregoria Peces-Barba na przedmieściach Madrytu w 1989 roku. Uniwersytet jest jedną z wiodących hiszpańskich uczelni kształcących w zakresie nauk społecznych oraz technicznych.